# زرنيخيد البورون
زرنيخيد البورون (أو أرسينيد البورون) هو مركب كيميائي لاعضوي يتكون من الزرنيخ والبورون وله الصيغة BAs ويمكن أن يوجد في بعض الحالات على الصيغة B12As2، ويكون اسمه في تلك الحالة دون زرنيخيد البورون. يكون المركب على شكل صلب بني اللون.

## التحضير
يحضّر زرنيخيد البورون من التفاعل المباشر بين عنصري الزرنيخ والبورون عند درجة حرارة مقدارها 1200 °س، وتحت ضغط مرتفع.

## الخواص
لزرنيخيد البورون بنية السفاليريت، وتبلغ قيمة ثابت الشبكة البلورية 0.48 نانومتر. يتحوّل المركب إلى بنية دون زرنيخيد subarsenide B12As2 وذلك عند درجات حرارة أعلى من 920 °س. يمكن الحصول على هذا الشكل من الزرنيخيد بإنماء البلورة على ركازة من كربيد السيليكون.
إن زرنيخيد البورون عبارة عن مادة شبه موصلة، وتبلغ فجوة النطاق للمركب 1.5 إلكترون فولت، في حين أن دون زرنيخيد البورون له فجوة نطاق عريضة تصل إلى 3.47 إلكترون فولت، وتكون ذات مقدرة مميزة على التعامل مع أثر الإشعاع.

## الاستخدامات
يمكن صنع سبائك من زرنيخيد البورون مع زرنيخيد الغاليوم من أجل صناعة أنواع خاصة من أشباه الموصلات. كما يجري البحث حول استخدام زرنيخيد البورون من أجل صناعة الخلايا الشمسية.